# Japhet Kosgei
Japhet Kosgei Kipkorir (20 december 1968) is een voormalig Keniaans langeafstandsloper die diverse marathons op zijn naam schreef.
In 1998 won hij de marathon van Turijn en Venetië. In het jaar erop won hij de Marathon Rotterdam in een persoonlijk record van 2:07.09.
In 2000 won hij de marathon van Tokio en werd tweede op de New York City Marathon. In 2001 werd hij vijfde op de marathon van Londen en wederom tweede in New York.
In 2005 werd hij tweede op de marathon van Wenen en in 2006 won hij de marathon van Belgrado in een nieuw parcoursrecord van 2:10.54.

## Persoonlijke records
| Onderdeel      | Prestatie | Datum          | Plaats    |
| -------------- | --------- | -------------- | --------- |
| halve marathon | 1:00.22   | 1 oktober 2000 | Udine     |
| marathon       | 2:07.09   | 18 april 1999  | Rotterdam |

## Palmares

### 5000 m
- 2006:  Norrtelje Galan in Norrtälje - 14.13,75

### halve marathon
- 1999:  halve marathon van Lissabon - 1:00.01
- 1999: 5e halve marathon van Sapporo - 1:02.34
- 2000:  halve marathon van Udine - 1:00.22
- 2001:  halve marathon van Udine - 1:01.23
- 2003:  halve marathon van Virginia Beach - 1:02.06
- 2004:  halve marathon van Coamo - 1:04.37
- 2005: 4e halve marathon van Azpeitia - 1:03.57
- 2010:  halve marathon van Segovia - 1:04.35
- 2010: 4e halve marathon van Albacete - 1:03.11

### marathon
- 1998:  marathon van Turijn - 2:07.39
- 1998:  marathon van Venetië - 2:11.27
- 1999:  marathon van Rotterdam - 2:07.09
- 2000:  marathon van Tokio - 2:07.15
- 2000:  New York City Marathon - 2:12.30
- 2001: 5e Londen Marathon - 2:10.45
- 2001:  New York City Marathon - 2:09.19
- 2002: 19e New York City Marathon - 2:18.55
- 2002: 9e marathon van Philadelphia - 2:26.21
- 2003:  marathon van Lake Biwa - 2:07.39
- 2005:  marathon van Wenen - 2:15.15
- 2006:  Marathon van Belgrado - 2:10.54
- 2006: 7e Chicago Marathon - 2:11.37
- 2007: 9e marathon van Frankfurt - 2:11.01
- 2008: 6e marathon van Frankfurt - 2:09.24
- 2009:  marathon van Dongying - 2:13.49
- 2010: 9e marathon van Dubai - 2:11.20
- 2010:  marathon van Dongying - 2:12.22
- 2011: 7e marathon van Mumbai - 2:11.21
- 2011: 7e marathon van Hongkong - 2:17.29
- 2011: 5e marathon van Kuala Lumpur - 2:20.33,6